# Província de Hrodna
La província de Hrodna (en belarús Гро́дзенская во́бласць, Hródzenskaia vóblasts) és una de les subdivisions de Belarús. La capital és Hrodna. Limita a l'oest amb Polònia i Lituània, al sud amb la província de Brest, al nord amb la província de Vítsiebsk i a l'est amb la província de Minsk.
A la zona d'Ívie hi viuen els tàtars de Belarús, que estan assimilats lingüísticament als belarussos però conserven la religió musulmana.

## Divisions administratives

### Ciutats
- Hrodna (belarús Гро́дна; rus Гро́дно) - 314,800
- Lida (belarús Ліда); rus Ли́да) - 98,200
- Slònim (belarús Сло́нім; rus Сло́ним; Łacinka: Słonim) - 51,600
- Vaukavisk (belarús Ваўкавыск; polonès Wołkowysk; Łacinka: Vaŭkavysk) - 46,800
- Smarhon (belarús Смарго́нь; Łacinka: Smarhoń) - 36,700
- Navahrúdak (belarús Нава́грудак; rus Новогрудок; polonès Nowogródek) - 30,800
- Karelitxi (belarús Карэлічы; rus Кореличи; Łacinka: Kareličy) - ~30,000
- Mastí (belarús Масты; rus Мосты) - 17,400
- Sxutxin belarús Шчучын; Łacinka: Ščučyn; polonès Szczuczyn Litewski) - 16,000
- Aixmiani (belarús Ашмя́ны; rus Ошмяны; Łacinka: Ašmiany; polonès Oszmiana) - 14,900
- Vialikaja Berastavitsia (belarús Вялікая Бераставіца; rus Большая Берестовица; Łacinka: Bierastavica - 12,000
- Skídziel - 10,900
- Íuje (belarús Іўе; rus И́вье; Łacinka: Iŭje)
- Dziàtlava (belarús Дзятлава; Łacinka: Dziatłava; jiddisch: Zietil) - 8,300
- Astraviets (belarús Астраве́ц; Łacinka: Astraviec) - N/A
- Svíslatx; belarús Свiслач; rus Свислочь; Łacinka: Śvisłač) - N/A